# Burgosi repülőtér
A Burgosi repülőtér (IATA: RGS, ICAO: LEBG) Spanyolország egyik belföldi repülőtere, amely Burgos közelében található. Éves utasforgalma 2098 fő .

## Futópályák
A repülőtér futópályái:
- 04/22 (2100 m, 45 m, aszfalt)

## Forgalom
Az utasforgalom az elmúlt években az alábbi módon változott:
| Utasok száma | 13 037 | 33 595 | 35 447 | 18 905 | 21 623 | 4682 | 5953 | 17 688 | 23 528 | 2098 |
|              | 2008   | 2010   | 2011   | 2013   | 2014   | 2016 | 2017 | 2019   | 2020   | 2022 |

## Légitársaságok és úticélok
| Légitársaság    | Célállomások |
| --------------- | ------------ |
| Iberia Regional | Barcelona    |